# Rathaus (Nordhorn)
Das Rathaus der Stadt Nordhorn befindet sich in der Bahnhofstraße 24. Es wurde 1949 von Stadtbaumeister Philipp Krieger entworfen und 1951 eingeweiht. Mit diesem Neubau der Nachkriegszeit versuchte er mit gotischen Elementen ein Anknüpfen an historische Bauten. Es handelt sich um das dritte nachgewiesene Rathausgebäude der Stadt an jeweils anderer Stelle. Das Gebäude steht unter Denkmalschutz.
Auf dem Vorplatz des Haupteingangs befindet sich die Skulptur „Doppelsäule 1/70“ von Erich Hauser aus dem Jahr 1970, die Teil des deutsch-niederländischen Skulpturenwegs kunstwegen ist.

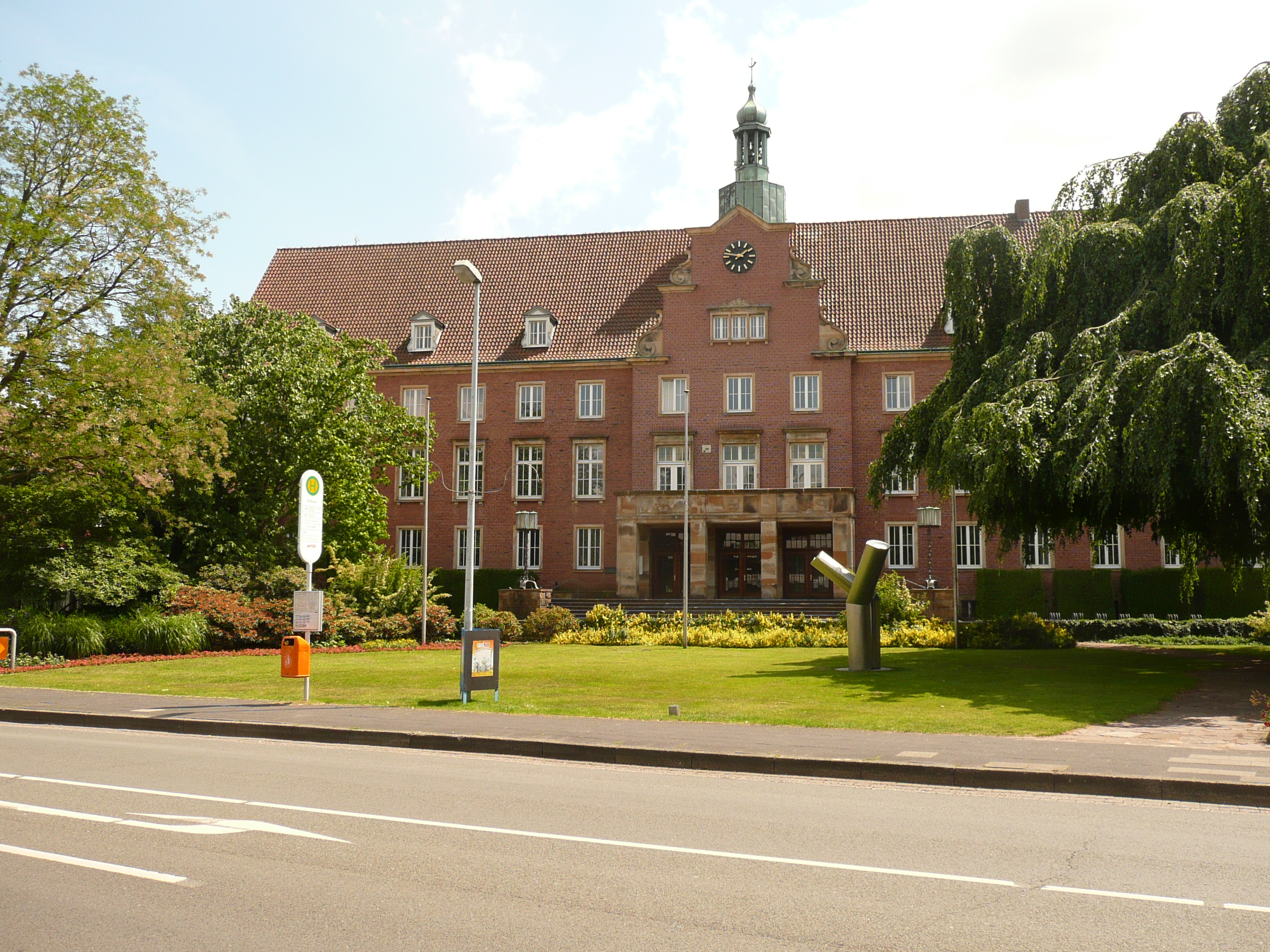
Rathaus der Stadt Nordhorn

## Vorgeschichte
Das Rathaus Nordhorn hatte im Laufe der Jahrhunderte mindestens drei ganz unterschiedliche Standorte, die jeweils relativ weit voneinander entfernt liegen.

### Rathaus von 1792

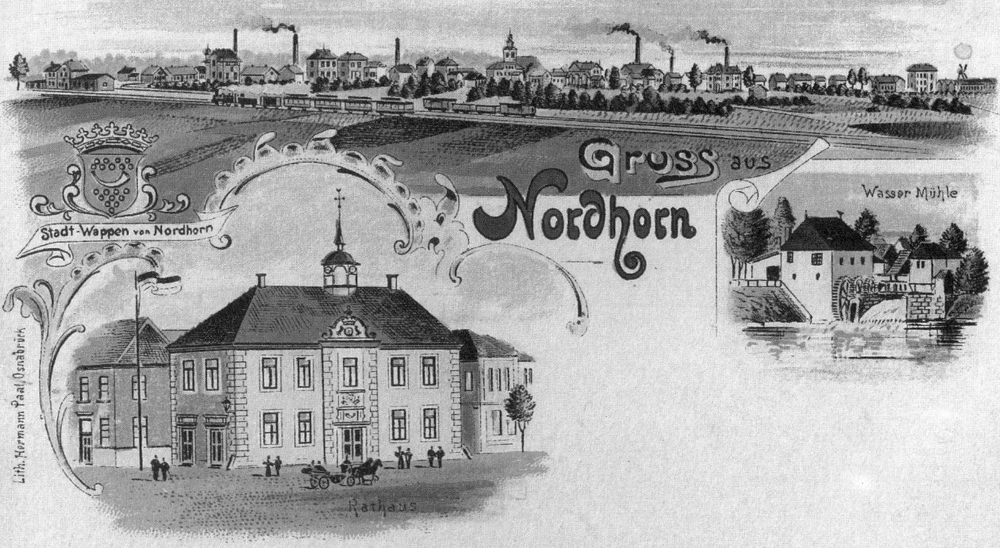
Das Rathaus von 1792

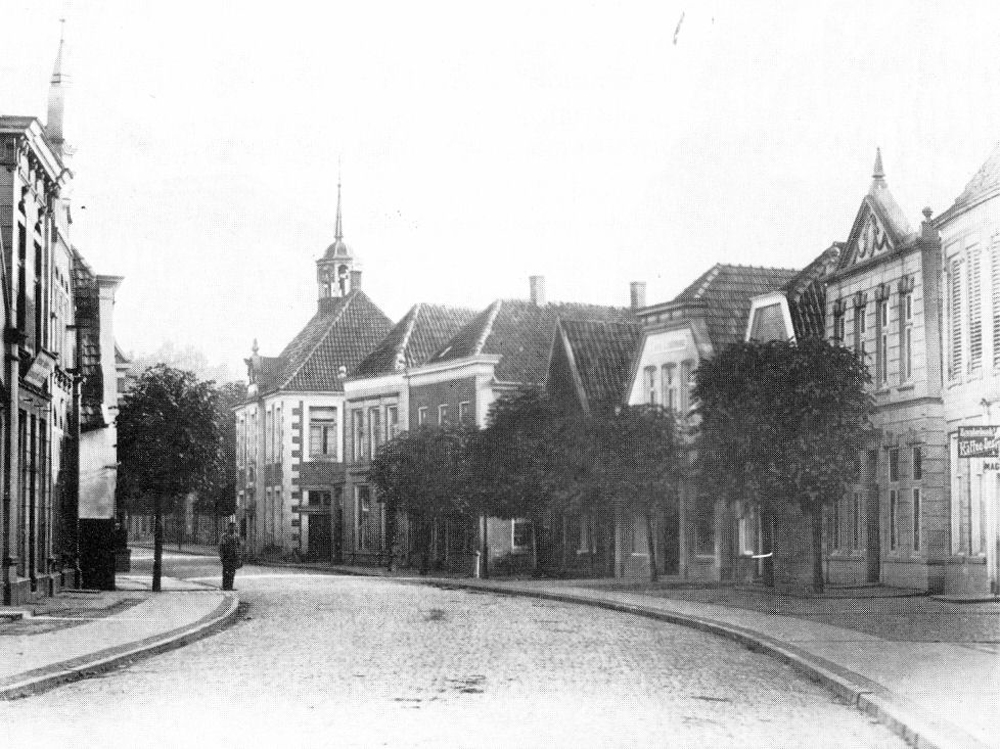
Hauptstraße mit Rathaus (rechts)

Der erste nachgewiesene Rathausbau wurde 1792 in der damaligen Vorderstraße (heute: Hauptstraße) auf der Vechteinsel errichtet.
Die Hauptstraße durchzieht die Vechteinsel mit leichter Krümmung in nordsüdlicher Richtung, verband die beiden früheren Stadttore und ist aller Wahrscheinlichkeit nach die älteste Straße der Stadt.
Nachdem Nordhorn bereits 1379 Stadtrechte erhalten hatte und unter anderem die 1495 geweihte Alte Kirche am Markt und das Kloster Frenswegen aus dem Jahr 1394 eine Blütezeit der Stadt im 14. Jahrhundert bezeugen, ist es unwahrscheinlich, dass es sich um das erste Rathaus der Stadt handelte. Nach Specht könnte an derselben Stelle zuvor ein noch älteres, inzwischen baufällig gewordenes Rathaus gestanden haben, wofür es aber weder eindeutige Belege noch Abbildungen gibt.
Das Gebäude, dessen Architekt und Baumeister nicht überliefert sind, war im holländischen Baustil (Hollands classicisme) gestaltet. Wie auf Abbildungen vor seinem Abriss 1912 ersichtlich, ragte es weit in die Straße hinein, so dass zwischen dem Rathaus und dem gegenüberliegenden ehemaligen Pastorat die Straße nur fünf Meter breit war. Durch seine Höhe, das Vorkragen des Mittelrisalits, Giebel und Glockenturm sowie durch eine aufwändige Verstärkung der Wandecken und Fenster- sowie Türrahmen mit Sandstein, wurde die Bedeutung des Bauwerks für die Stadt betont. Im Erdgeschoss befanden sich drei Räume, namentlich das Gefängnis und ein großer sowie ein kleiner Schulraum.
Über dem Eingang war das Nordhorner Wappen mit Schild und Grafenkrone eingemauert, das aus der Werkstatt von Evert Evertson in Gildehaus stammte und 1752 entstand.
Nach dem großen Stadtbrand vom 4. Mai 1912, bei dem auch das alte Rathausgebäude stark beschädigt wurde, beschloss der Rat der Stadt Nordhorn, das Gebäude abzubrechen und ein neues Rathaus an anderer Stelle zu errichten. An der alten Stelle wurde ein Neubau des bei dem Stadtbrand ebenfalls beschädigten Centralhotels errichtet.
Die heutige Anschrift dieses Standorts ist Hauptstraße 38, liegt inmitten der Fußgängerzone und ist mit einem Geschäftsgebäude bebaut, in dem eine Zweigstelle der Kreissparkasse untergebracht ist.

### Rathaus von 1914

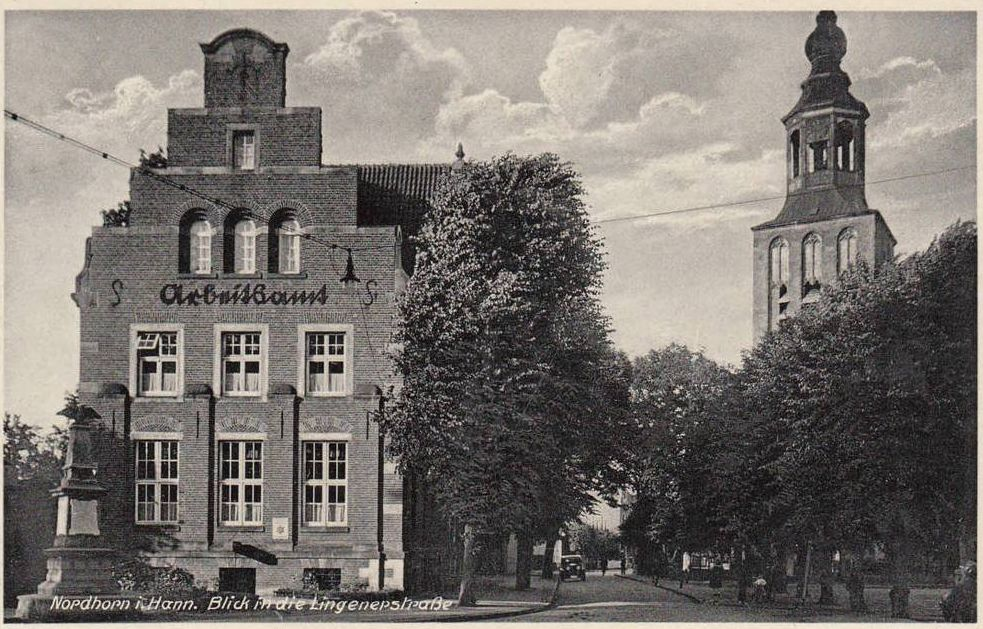
Das Rathaus von 1914

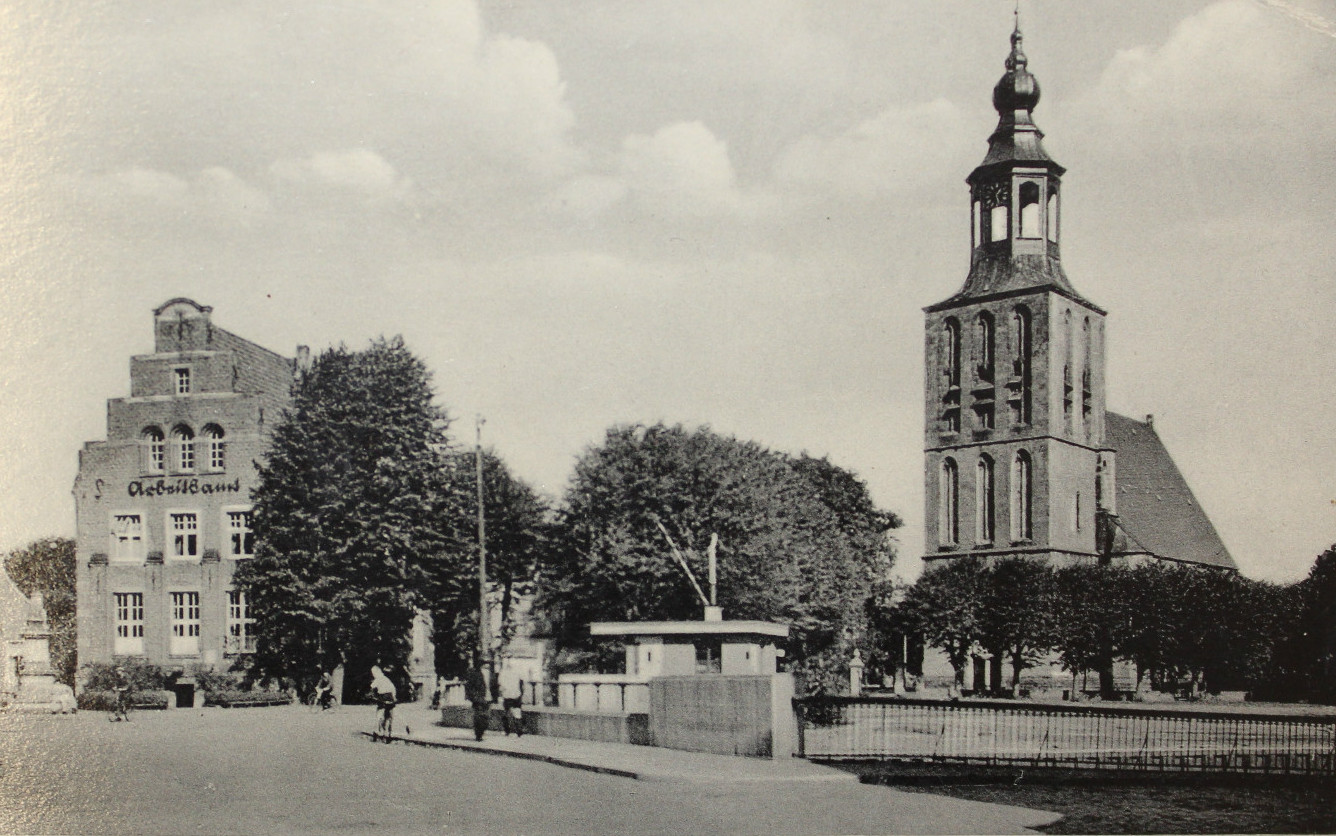
Rathaus und Marktkirche

Der Rat der Stadt Nordhorn beschloss, das neue Rathaus vor dem Lingener Tor, zwischen der Marktkirche und der Lingener Brücke zu errichten. Für diesen neuen Standort außerhalb des Stadtkerns und sogar außerhalb des eigenen Gemeindebereichs auf dem Gebiet der erst 1929 eingemeindeten Bauerschaft Altendorf entschied man sich möglicherweise wegen der zu beengten Platzverhältnisse auf der Vechteinsel der rasch wachsenden Stadt, wo nach der Schleifung der Burg seit 1911 darüber hinaus mit der Errichtung der monumentalen St.-Augustinus-Kirche begonnen worden war.
Das neue Rathaus entstand nach den Plänen des damaligen Nordhorner Kreisbaurats Rust, der unter anderem auch das Gebäude der Buchdruckerei Heinrich Kip in Neuenhaus geplant hatte. Die Sandstein-Eckquaderung des alten Rathauses und das Nordhorner Wappen mit Schild und Grafenkrone wurden bei dem Neubau verwendet. Es enthielt nun keine Schulräume mehr, sondern verfügte im Erdgeschoss über einen Saal für die Magistratssitzungen und drei Büroräume. Im Obergeschoss befand sich die Wohnung des Bürgermeisters.
Die Einweihung erfolgte am 25. Juni 1914, bei der Bürgermeister Ernst Heinrich Beins und Senator Franz Conrad Schlieper das Wappen in einem Festzug zum neuen Rathaus brachten.
1925 wurde das Rathaus erweitert. 1930 siedelte die Verwaltung in das frühere Hotel Deiting über und überließ das Rathaus dem Arbeitsamt. Bürgermeister Henn plante den Bau eines neuen, größeren Rathauses an der Friedrich-Ebert-Straße, stieß jedoch auf den Widerspruch der auf Sparsamkeit bedachten Ratsherren. Erst 20 Jahre später sollte Nordhorn tatsächlich ein neues Rathaus erhalten. So war die Stadtverwaltung schließlich auf sechs getrennt liegende Örtlichkeiten in Nordhorn verteilt. Während der Bürgermeister und unter anderem die allgemeine Verwaltung in der Hauptstraße 25 saßen, befand sich das Wohnungsamt in der Alten Maate, das Einwohnermeldeamt an der Gildkampschule, das Stadtbauamt am Stadtring 72, ein Teil des Standesamts in der Neuenhauser Straße 48 und die Wirtschaftsstelle an der Bahnhofstraße. Wegen wirtschaftlicher Schwierigkeiten in der Weltwirtschaftskrise und später im Zweiten Weltkrieg konnte das Provisorium erst 1951 durch den Bezug des Neubaus an der Bahnhofstraße beendet werden.
Nach dem Arbeitsamt wurde das alte Rathaus von der Polizei, dem Stadtjugendamt, der Volkshochschule und, seit deren Umzug in den NINO-Wirtschaftspark, von der Musikschule genutzt.
Die heutige Anschrift des Gebäudes lautet Lingener Straße 3.

## Rathaus von 1949

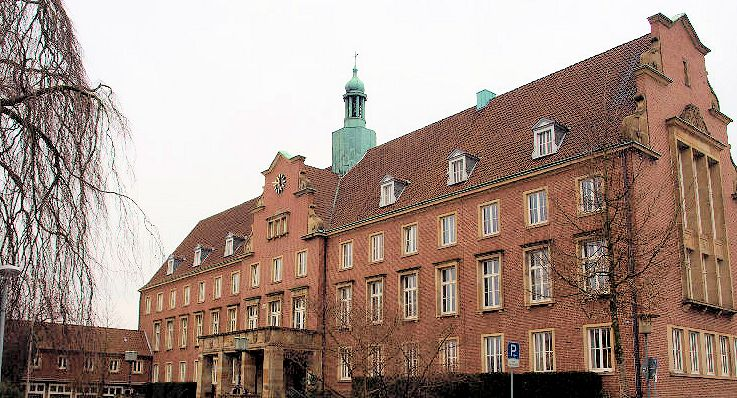
Rathaus Nordhorn

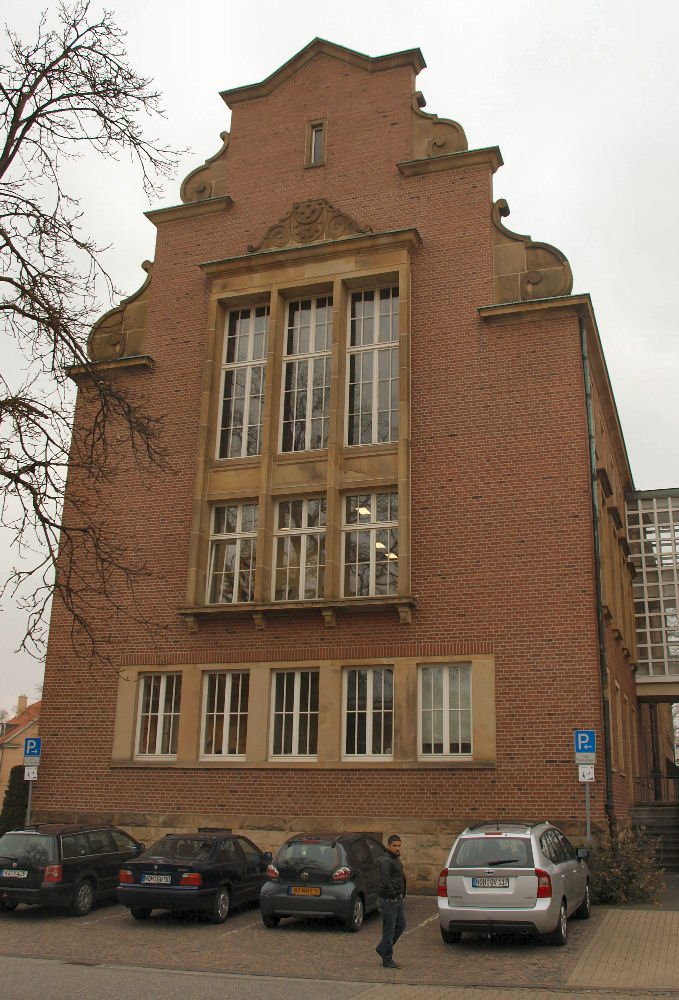
Seitenansicht

Als nach dem Zweiten Weltkrieg nach Jahrzehnten der Raumknappheit die finanziellen Möglichkeiten zum Bau eines vermeintlich ausreichend großen Rathauses gegeben waren, entschied sich die Stadt erneut für einen anderen ganz anderen Standort, dieses Mal nicht nördlich, sondern südlich des Zentrums und deutlich weiter vom Kernbereich der Stadt entfernt – in der Bahnhofstraße.
Die Stadt beauftragte die Nordhorner Architekten Sagert und Bender sowie den Architekten Köhler aus Ochtrup mit der Planung des Rathausneubaus. Es gab bereits ältere Vorläuferpläne von Stadtbaumeister und späterem Stadtbaurat Philipp Krieger, die nun Verwendung fanden. 1949 wurde mit dem Bau begonnen, bei dem mit gotischen Elementen und historischen Bauformen, wie Fensterrahmen oder Portikus ein Anknüpfen an historische Bauten und der Einbeziehung so genannter Volkskunst (Glockenspiel) versucht wurde, einen neuen Heimatstil zu schaffen.

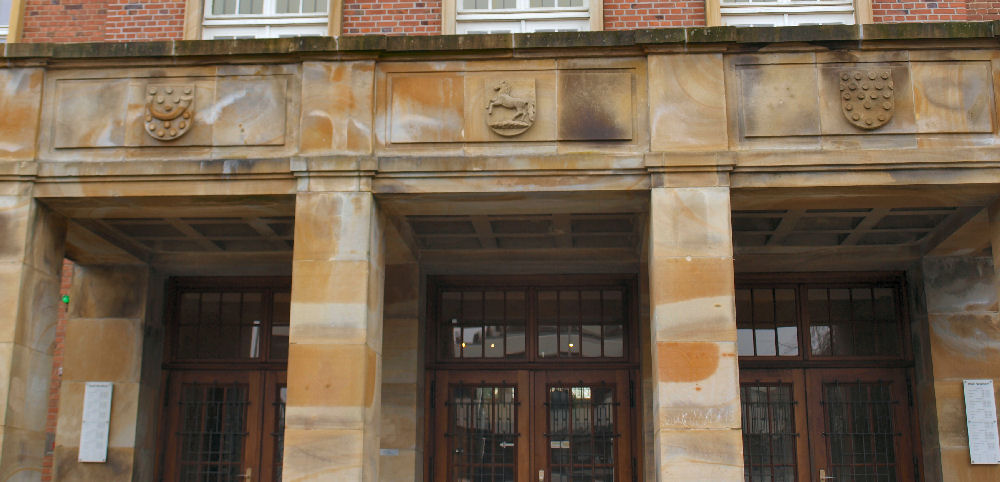
Balkondetail

Der dreigeschossige Ziegelbau, der von der Straße zurückgesetzt einen als Vorgarten gestalteten Platz ausbildet, erhielt eine um einen Mittelrisalit achsensymmetrisch angelegte Fassade, die den Eingang durch eine Freitreppe vom Vorgartenniveau abhebt und durch einen Vorhalle betont, auf dessen Portikus aus Bentheimer Sandstein sich ein Balkon befindet. Der Versammlungsraum der Legislative befindet sich auf der ersten Etage und ist nur von der Seite her durch die hohe Fensterfront erkennbar.
Der erhoffte Umstand, nun ausreichend Platz für die Belange des Rathauses der nach dem Zweiten Weltkrieg insbesondere durch Aussiedler weiter rasant gewachsenen Stadt, erfüllte sich nicht. Schon kurze Zeit nach Bezug kam es erneut zu Raumnot, der zunächst durch eine Auslagerung der Polizeistation in das Kellergeschoss und in der Folge durch laufende Umbau- und Erweiterungsarbeiten begegnet wurde. Von 1962 bis 1964 wurde ein großer Erweiterungstrakt mit Bunker, Bücherei und neuen Büroräumen errichtet.

### Vorplatz

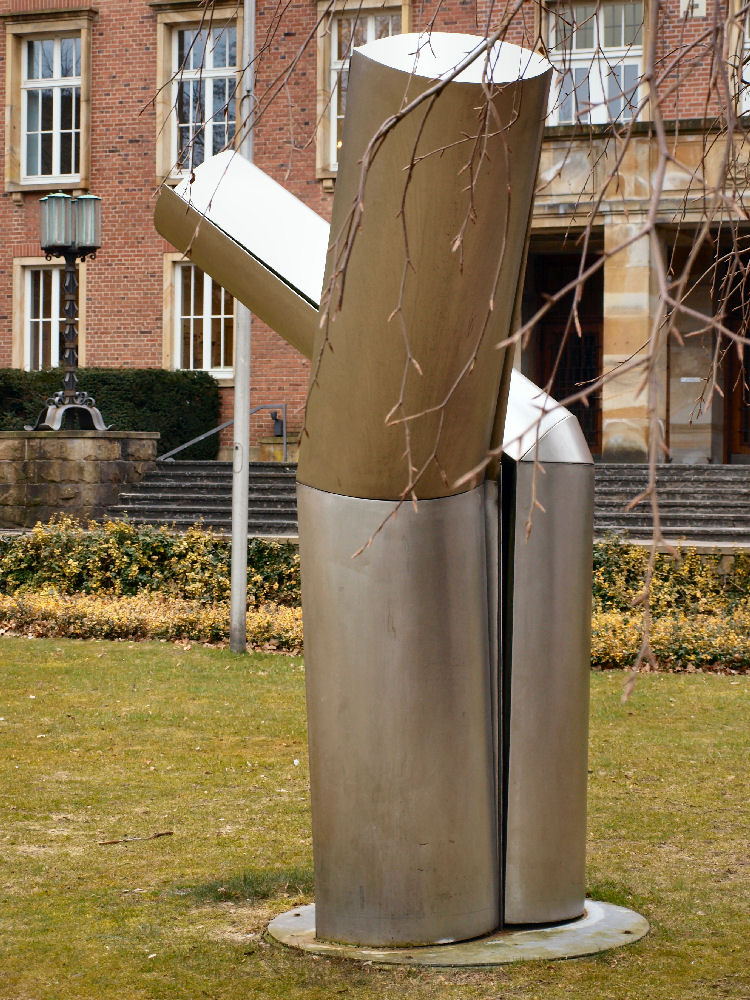
Skulptur von Erich Hauser

Auf dem Rathaus-Vorplatz befindet sich die Skulptur „Doppelsäule 1/70“ von Erich Hauser, die 1979 erworben und aufgestellt wurde. Seit 2000 ist sie auch Teil des deutsch-niederländischen Skulpturenwegs kunstwegen. Die Skulptur ist aus Edelstahl gefertigt, Hausers bevorzugtem Arbeitsmaterial. Ihre Maße sind 280 × 200 × 140 cm. Hauser, der über eine hohe Schaffenskraft verfügte und mehr als 1 000 Werke schuf, fertigte ab 1967 eine lange Serie dieser monumentalen Plastiken, die er, wie auch alle seine anderen Arbeiten, nach dem Zeitpunkt des Entstehens durchnummerierte. Zu den bekanntesten der Säulen-Plastiken gehört die ebenfalls 1970 entstandene, in der Münchner Maxvorstadt zwischen der Alten Pinakothek und der Neuen Pinakothek aufgestellte Doppelsäule 23/70.

### Glockenturm mit Glockenspiel
Der Glockenturm enthält eine Turmuhr mit Glockenspiel, das bereits einige Jahre nach Inbetriebnahme wegen Verrostung stillgelegt werden musste und aus finanziellen Gründen nicht repariert wurde. Sogar noch Ende der 1970er Jahre fanden sich für die Reparatur keine Mittel im Haushalt der Stadt. Erst Anfang der 1980er Jahre wurden – zusammen mit Spenden aus der Bürgerschaft – die erforderlichen Haushaltsmittel bereitgestellt. 1983 wurde das reparierte Glockenspiel wieder in Betrieb genommen.

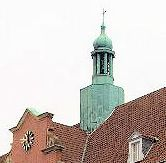
Glockenturm

Es wird täglich um 8:00 Uhr, 12:30 Uhr und 18:00 Uhr in Betrieb gesetzt.
Bei den abgespielten Liedern werden die einzelnen Glockenschläge mit Hilfe eines Steuerwerks zu einer Melodie zusammengefügt. Dieses Steuerwerk wird mit sogenannten Notenbändern betrieben – Folien, auf denen systematisch Löcher eingestanzt sind. Es existieren sechs Notenbänder, auf denen sich jeweils mehrere jahreszeitbezogene Lieder befinden. Die Bänder werden entsprechend der Jahreszeit gewechselt.

#### Notenbänder
Es stehen folgende Notenbänder zur Verfügung:
1. Horch was kommt von draußen rein
2. Menuett
3. Vogelfänger
4. Larghetto
5. Nehmt Abschied Brüder
6. Ein Jäger aus Kurpfalz
7. Freude schöner Götterfunken
8. Am Brunnen vor dem Tore
9. Ännchen von Tharau
10. Nun Ade, du mein lieb Heimatland
11. Papagenos Glockenspiel
12. Über immer Treu und Redlichkeit
13. Laßt uns froh und munter sein
14. Süßer die Glocken nie klingen
15. In Dubei Jubilee
16. Fröhliche Weihnachten
17. When the saints
18. Es tönen die Lieder
19. Der Mai ist gekommen
20. Es wird gleich dunkeln